# 川のほとりのおもしろ荘
『川のほとりのおもしろ荘』（かわのほとりのおもしろそう、原題: Du är inte klok madicken）は、1979年のスウェーデンのファミリー映画で『おもしろ荘』シリーズの第1作である。
アストリッド・リンドグレーンの児童文学作品『川のほとりのおもしろ荘』の映画化作品のひとつであり、ちいさなマディケンとリサベットの姉妹の日常を描く。

## キャスト
| 役名         | 俳優                     | 日本語版吹替 |
| ------------ | ------------------------ | ------------ |
| マディケン   | ヨンナ・リリエンダール   | 矢島晶子     |
| リサベット   | リブ・アルスタールンド   | 遠藤勝代     |
| パパ         | ビヨルン・グラナス       | 小林敏彦     |
| ママ         | モニカ・ノルドクエスト   | 横尾まり     |
| アルバ       | リズ・ニヘルム           | さとうあい   |
| ニルソン氏   | アラン・エドワール       |              |
| ニルソン夫人 | ビルギッタ・アンダーソン |              |
| 医師         | ビヨルン・グスタフソン   |              |

## スタッフ
- 監督 - ゴーラン・グラフマン
- 製作 - オーレ・ヘルボム
オーレ・ラデマー
- 原作 - アストリッド・リンドグレーン
- 脚本 - アストリッド・リンドグレーン
- 撮影 - ヨルゲン・ベルソン
- 音楽 - ベント・ヘルバーグ
- 提供 - アット・エンタテインメント